# Giacomo Casanova
Giacomo Girolamo Casanova (Venècia, República de Venècia, 2 d'abril de 1725 - Castell de Dux, Bohèmia, 4 de juny de 1798) va ser un escriptor i aventurer venecià que va viure i viatjar per Europa. La seva autobiografia Histoire de ma vie ('Història de la meva vida') és considerada com una de les fonts més autèntiques sobre costums i normes de la vida social europea al segle xviii.
La seva vida eroticosentimental va ser tan intensa que, dos segles després de la seva mort, el seu nom encara és en molts idiomes europeus un sinònim d'excel·lència masculina en l'art de la seducció de dones. Va conèixer reis, papes i cardenals; va tractar Voltaire, Goethe i Mozart.
El 17 de novembre de 1797, al final de la seva vida, treballant de bibliotecari del comte Joseph Carl Emmanuel de Waldstein a Bohèmia, va escriure en francès una carta de resposta a Cecilia de Roggendorf titulada Compendi de la meva vida, en la qual fa un resum de la seva vida a petició de la destinatària. Al final, Casanova diu: "Aquest és l'únic compendi de la meva vida que he escrit i autoritzo que se'n faci l'ús que es vulgui. No tinc vergonya de res". Les seves memòries van ser publicades gràcies a Carlo Angiolini, el qual s'havia traslladat al Castell de Dux per cuidar-lo quan ja tenia 73 anys i patia la malaltia vesicular que va causar-li la mort.
El 1820, la família Angiolini va vendre el manuscrit de 4.000 pàgines d'Historie de ma vie a un editor de Leipzig, Brockhaus, i entre 1822 i 1828 es va publicar la primera edició en alemany, traduïda per Wilhelm von Schütz.

## Biografia
Casanova fou batejat el 5 d'abril de 1725, a la parròquia de Sant Samuele de Venècia. De petit, tenia moltes hemorràgies nasals, i l'àvia materna, Marsia Farussi, amb l'ajut d'una curandera de Murano el va guarir d'aquest mal a Pàdua.
A partir dels 8 anys i mig, recuperat de les hemorràgies, es posa a estudiar al col·legi Legista de Pàdua i es va doctorar en lleis quan tot just tenia 16 anys, però no va estar gaire content perquè ell volia estudiar medicina. Es va traslladar a Roma a treballar per al cardenal Acquaviva, però poc després és acomiadat a causa de la filla del seu professor de francès.
Als 18 anys, entra a la milícia i viatja fins a Constantinoble; dos anys més tard, torna a Venècia després de deixar la milícia i es fa violinista.
Als 21 anys, Matteo Giovanni Bragadin l'adopta com a fill i viatja per Itàlia, França, Alemanya i va a parar a Viena, on coneix el comte de Roggendorf. Torna a Venècia, on la inquisició de la República de Venècia el tanca a la presó del Forte di Sant'Andrea; escapa de la presó i al cap de 15 mesos se'n va a París, on s'enriqueix i empobreix, fins que es trasllada al comtat d'Holanda a buscar fortuna, però no ho aconsegueix, i se'n va a Stuttgart i, segons diu ell mateix: "a purgar les meves desgràcies"; després es trasllada a Suïssa. Visita Voltaire i torna a marxar, aquest cop cap a Marsella, Gènova, Florència i, per acabar, a Roma.
El 1760, amb 35 anys, coneix Climent XIII; el fa cavaller de l'orde de l'Esperó d'Or i protonotari apostòlic; després va escapar.
Es mou per Berlín i Sant Petersburg buscant la manera d'enriquir-se, però no la troba. El 1765, a Varsòvia, s'enriqueix; 9 mesos més tard, perd la fortuna en un duel amb el general Branicki. Fuig de Polònia, i se'n va a París el 1767, on una carta reial (lettres de Cachet) el fa marxar cap a Espanya. A finals del 1768, el tanquen a la torre de Sant Joan de la ciutadella de Barcelona, per ser l'amant de Nina Bergonzi, que també era l'amant del virrei; a les 6 setmanes, és posat en llibertat i s'exilia d'Espanya, escapant dels sicaris de Nina Bergonzi. A Ais de Provença (França), agafa una malaltia que quasi el mata.
El 1769, publica a Amsterdam 3 volums en defensa del govern venecià, per guanyar-se els inquisidors de l'estat perquè el tornin a deixar entrar a Venècia. El 1770, l'ambaixador d'Anglaterra a la cort de Torí l'envia a Livorno amb una recomanació.
Casanova vol anar a Constantinoble amb la flota russa, però l'almirall Alexei Orlov no el deixa i se'n va a Roma on és pontífex el papa Climent XIV. Un amor el fa sortir de Roma i anar a Nàpols. Un altre amor el fa fugir de Nàpols i tornar a Roma. Té un nou conflicte amb espases de per mig amb el comte Medini; tot seguit, disposa del prou diners per a tornar a Florència, on el 25 de desembre l'arxiduc Leopold l'exilia dels seus estats. El 14 de setembre del 1774, aconsegueix entrar altre cop a Venècia, després de 19 anys de no poder-ho fer.
El 1783, Casanova torna a marxar de Venècia, té 58 anys, però aquest cop voluntàriament. Tot i així, el motiu de la seva marxa és que el 1782 pública un opuscle titulat Ne Amori, ne Donne, Ovvero la Stalla Ripulita, en què es reia de tots els patricis venecians i els ridiculitzava, i obsessivament al senador Carlo Grimani. Va a París amb la intenció d'establir-se definitivament amb Francesco, el seu germà petit, i viu allà, però els problemes i interessos del germà l'hi fan perdre de vista els seus; llavors, Giacomo separa Francesco de la seva dona i el porta a Viena on el príncep Kaunitz li dona feina.
Giacomo Casanova entra al servei del senyor Foscarini, ambaixador de Venècia a Viena, com a escrivent dels seus despatxos; dos anys més tard, Foscarini mor de gota. Vol anar a Berlín per obtenir una plaça a l'acadèmia, però a mig camí el comte de Waldstein l'atura i el condueix a Bohèmia.
El 1785, al Castell de Dux (Bohèmia), Casanova té una feina com a bibliotecari del propietari del castell, el comte Joseph Carl Emmanuel de Waldstein i allà va morir.

## Adaptacions cinematogràfiques
- Casanova, pel·lícula dirigida per Federico Fellini el 1976.
- Casanova, pel·lícula dirigida per Lasse Hallström el 2005.